# Día de César Chávez
El Día de César Chávez es un día feriado en algunos estados de los Estados Unidos. Conmemora todos los años el 31 de marzo el nacimiento y el legado del activista de los derechos civiles y del movimiento obrero César Chávez. En 2014 fue proclamado como festivo a nivel federal por el presidente Barack Obama. 

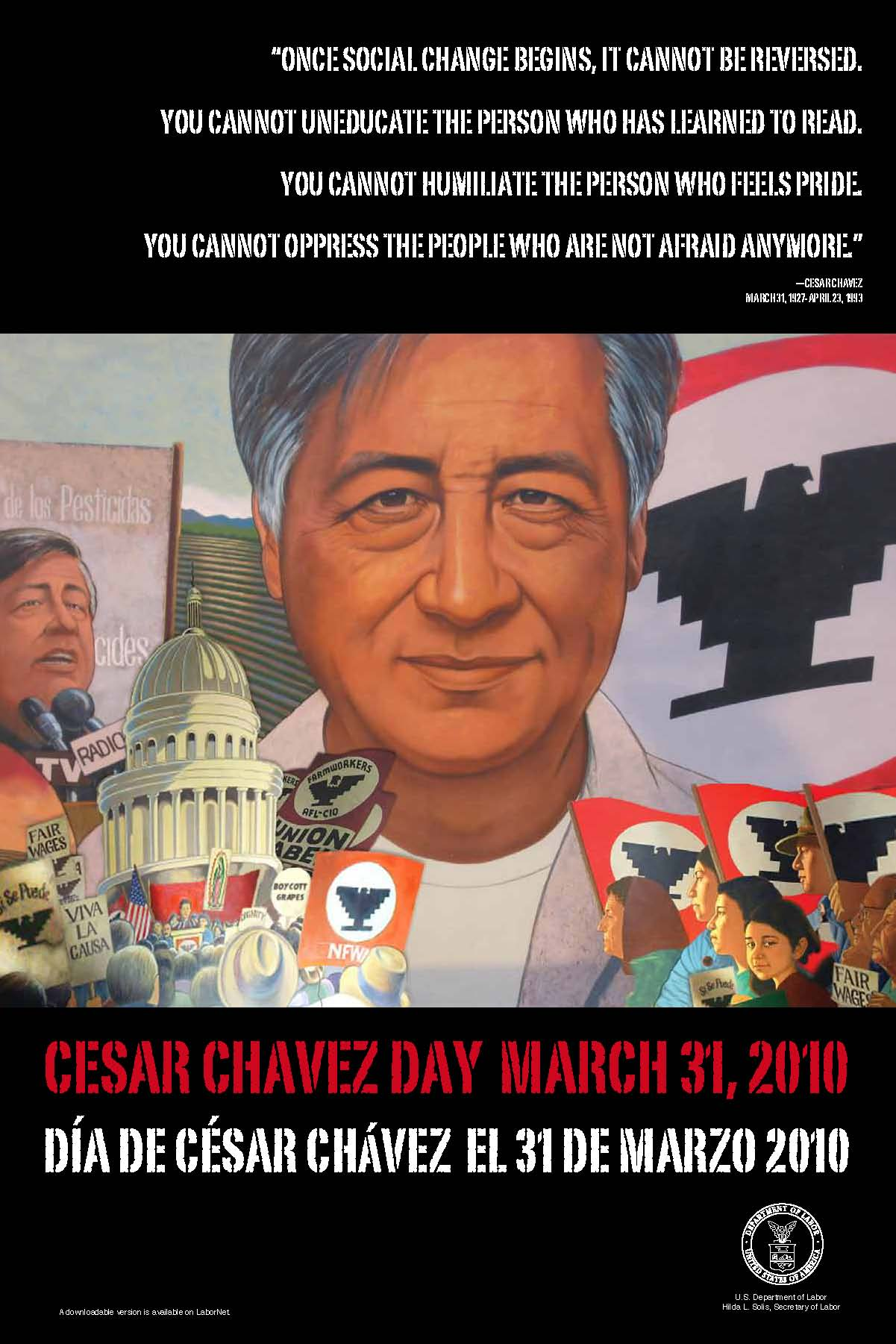
Día Festivo de Cesar Chavez

## Conmemoración por estado
| Estado       | Conmemoración                                                                                          |
| ------------ | --- |
| Arituna      | Cierre de oficinas estatales                                                                           |
| California   | Cierre de oficinas y escuelas estatales el 31 de marzo (o el 1 de abril, si el 31 de marzo es domingo) |
| Colorado     | Declarado como festivo opcional el 31 de marzo                                                         |
| Míchigan     | Cierre de oficinas y escuelas estatales                                                                |
| Minnesota    | Reconocido el 31 de marzo                                                                              |
| Nuevo México | Cierre de oficinas y escuelas estatales                                                                |
| Texas        | Declarado como festivo opcional el 31 de marzo                                                         |
| Utah         | Cierre opcional de oficinas y escuelas estatales                                                       |
| Washington   | Reconocido el 31 de marzo                                                                              |
| Wisconsin    | Cierre de oficinas y escuelas estatales                                                                |

## César Chávez
Cesario Estrada Chávez (Yuma, Arizona, 31 de marzo de 1927 - San Luis, Arizona, 23 de abril de 1993), más conocido como César Chávez, fue un líder campesino y activista de los derechos civiles estadounidense quien, junto a Dolores Huerta, fundó la Asociación Nacional de Campesinos en 1962, que después fue reconocido como el sindicato Unión de Campesinos. 

## Historia
El 31 de marzo de 2008, el entonces senador Barack Obama apoyó la idea de crear un festivo nacional en honor a Chávez:

Chávez dejó un legado como educador, ecologista y líder pro derechos civiles. Y su causa sigue viva. Mientras los trabajadores agrícolas y los obreros de todo Estados Unidos siguen luchando por un trato justo y por un salario justo, encontramos fuerza en lo que consiguió César Chávez hace tantos años. Y debemos honrarlo por lo que nos ha enseñado sobre cómo hacer de Estados Unidos una nación más fuerte, más justa y más próspera. Por eso apoyo el llamamiento para que el cumpleaños de César Chávez sea una fiesta nacional. Es hora de reconocer las contribuciones de este icono estadounidense a los esfuerzos actuales por perfeccionar nuestra unión.
Chavez left a legacy as an educator, environmentalist, and a civil rights leader. And his cause lives on. As farm workers and laborers across America continue to struggle for fair treatment and fair wages, we find strength in what Cesar Chavez accomplished so many years ago. And we should honor him for what he's taught us about making America a stronger, more just, and more prosperous nation. That's why I support the call to make Cesar Chavez's birthday a national holiday. It's time to recognize the contributions of this American icon to the ongoing efforts to perfect our union.

Las organizaciones de base siguieron reivindicando la creación de este día festivo, y, el 30 de marzo de 2011, el ya presidente Obama reiteró su apoyo: «El legado de César Chávez ofrece lecciones de las que todos los estadounidenses pueden aprender».
Ya desde 2003 el Día de César Chávez se había celebrado en Reno (Nevada). En 2009 se aprobó la ley estatal AB 301 que requería que el gobernador de Nevada emitiera cada año una proclamación declarando el 31 de marzo como el Día de César Chávez.
El 28 de marzo de 2014, el presidente Obama utilizó su autoridad para proclamar cada día 31 de marzo como Día de César Chávez.

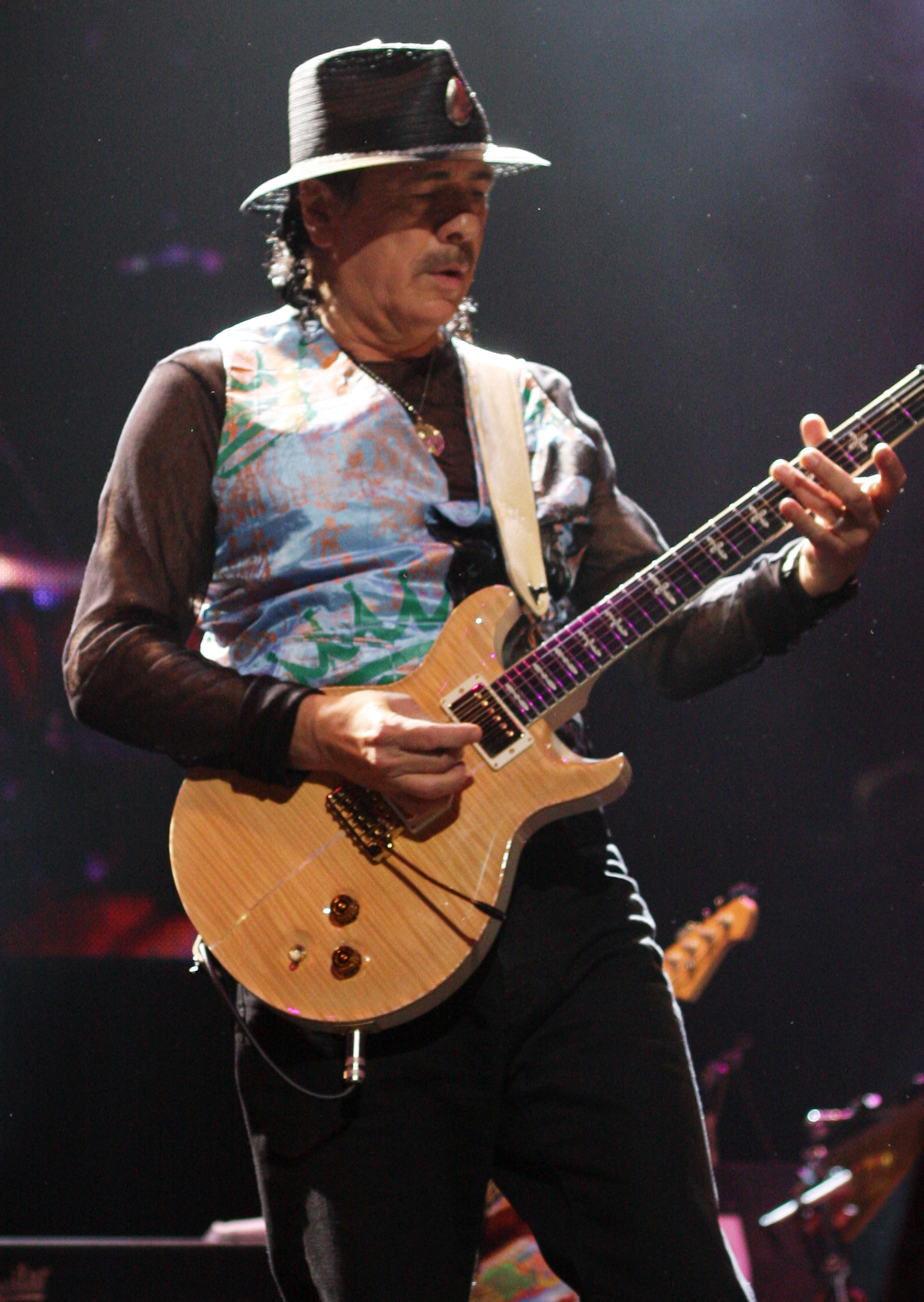
Carlos Santana, líder del movimiento para declarar el Día de César Chávez como festivo nacional.

El músico Carlos Santana, junto con activistas por los derechos civiles y del movimiento obrero, ha apoyado elevar a fiesta nacional el Día de César Chávez.

## Consecuencias
La celebración subraya el legado de César Chávez, así como el papel de los chicanos y mexicano-estadounidenses en el movimiento obrero.
Sin embargo, las conmemoraciones ignoran en gran medida las acciones del Comité Organizativo de Trabajadores Agrícolas, así como a sus miembros y líderes filipino-estadounidenses, que organizaron la huelga de la uva en Delano, que impulsó a César Chávez a la notoriedad internacional. Debido a ello, la comunidad filipino-estadounidense ha criticado el enfoque de la conmemoración, al considerar que excluye el reconocimiento de su papel en la historia.